# مارتن هاس
مارتن هاس (بالألمانية: Martin Hasse)‏ هو مجدف ألماني، ولد في 21 فبراير 1970.

## وصلات خارجية
- مارتن هاس على موقع الاتحاد الدولي للتجديف (الإنجليزية)